# Nawrócenie św. Pawła Apostoła (obraz Bartolomé Estebana Murilla)
Nawrócenie św. Pawła Apostoła (hiszp. La conversión de San Pablo) – powstały ok. 1675–1680 obraz autorstwa hiszpańskiego malarza barokowego Bartolomé Estebana Murilla.
Obraz stanowi część kolekcji królewskiej Muzeum Prado w Madrycie (nr katalogowy P00984). Obraz został nabyty przez Karola IV Burbona.
W swym dziele artysta przedstawił znaną z Nowego Testamentu scenę nawrócenia Szawła z Tarsu, który jako Paweł Apostoł przyczynił się do przyjęcia chrześcijaństwa przez ogromne rzesze ludzi przede wszystkim w Azji Mniejszej i Grecji. Chociaż prawie całkowicie trzeba wykluczyć, iż prześladowca "Uczniów Pańskich" podróżował z listem do gminy żydowskiej w Damaszku na koniu, tradycja chrześcijańska i czerpiąca z niej ikonografia chrześcijańska, zawsze przedstawiały tę scenę w powiązaniu z upadkiem przyszłego głosiciela Ewangelii z konia.

## Opis[2]
Na wymowie obrazu zaważyła iście barokowa gra jasności i cienia. Połowa obrazu to widzenie, które otrzymał Szaweł z Tarsu. W jasnych barwach ukazany został Zmartwychwstały z krzyżem, który zadaje upadłemu pytanie: Szawle, Szawle, dlaczego mnie prześladujesz? (artysta zapisał te, pochodzące z Dziejów Apostolskich słowa na płótnie w języku łacińskim – Saule, Saule, quid me persequeris). Druga połowa dzieła pogrążona jest w mroku. To, co udaje nam się zobaczyć, widzimy dzięki blaskowi bijącemu od Pojawiającego się. Przyszły Apostoł leży na ziemi, podtrzymywany przez jednego z towarzyszy nikczemnej podróży. Jedną nogę przygniótł mu wywrócony koń, nie zdołał wyciągnąć stopy ze strzemienia, tak nagłym było to, czego wciąż doświadcza. Także towarzysze podróży są przerażeni; według opisu biblijnego tylko słyszą głos, ale niczego nie widzą. Tylko zwierzęta zdają się rozpoznawać Stwórcę: Szawłowy koń jakby kłaniał się przed Chrystusem. W prawym dolnym rogu artysta umieścił słabo widocznego psa. W oddali widać zarys miasta, do którego zdążali przybysze. Damaszek przyjmie Szawła odmienionego.
Ze względu na tematykę dzieła i podobieństwo stylu uważa się, że Męczeństwo św. Andrzeja Aposoła jest w jakimś stopniu związane z innym obrazem Murilla – Męczeństwem św. Andrzeja Apostoła.